# ホイールロック式

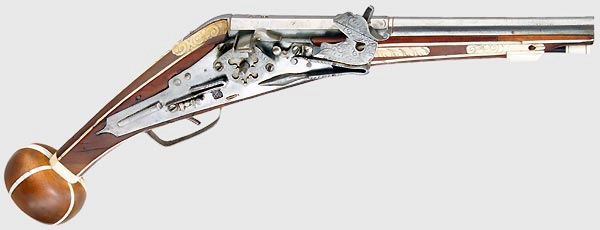
ホイールロックピストルのカットモデル

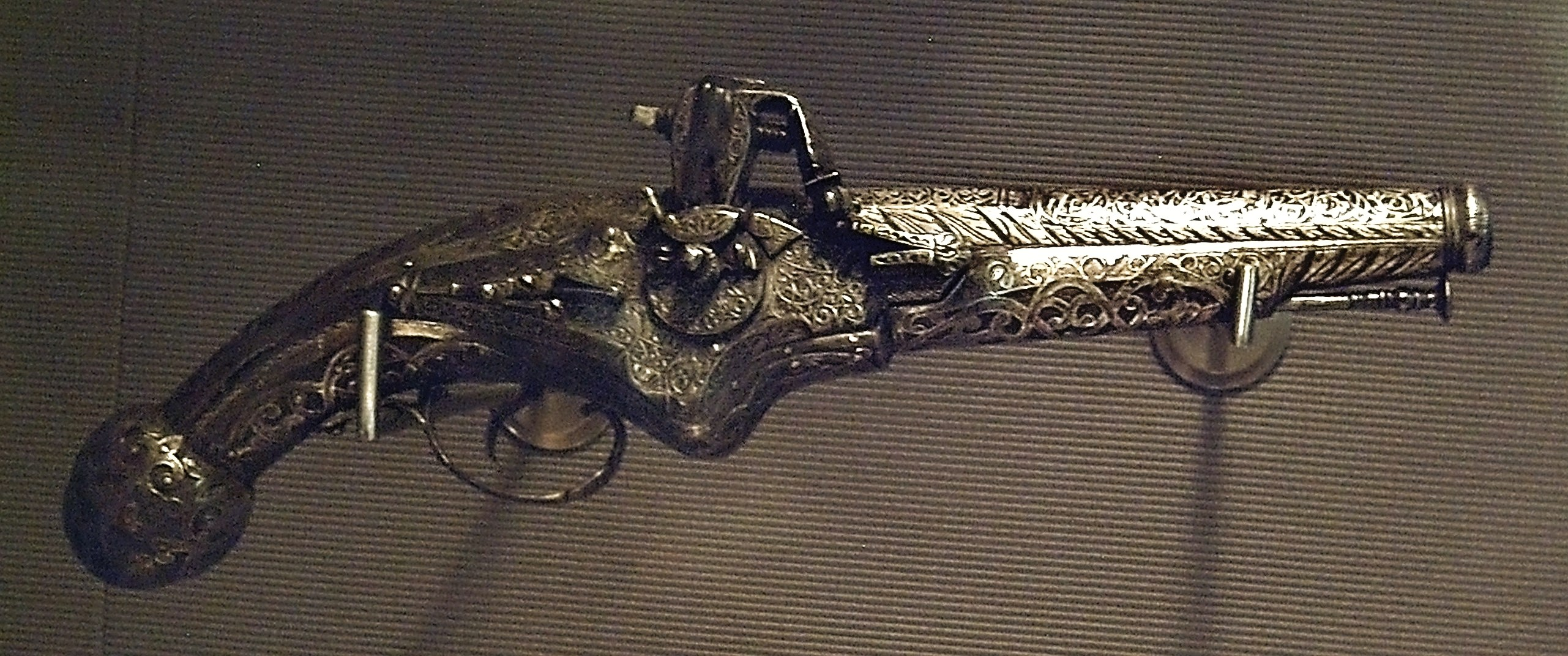
ホイールロック拳銃。銃把にある丸い物は発砲後に用意された自衛用のメイス

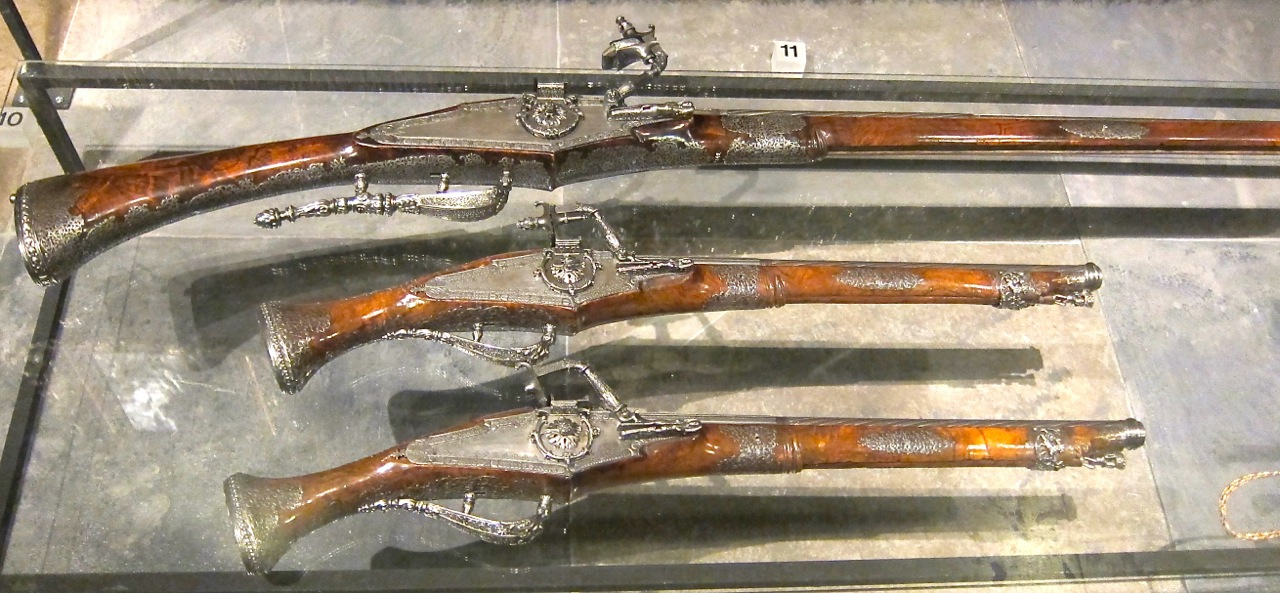
ホイールロック式小銃各種

構造

ホイールロック式（ホイールロックしき、Wheellock）とは、鋼輪の回転による銃の点火方式。邦訳では、鋼輪式（こうりんしき）、または歯輪式（しりんしき）ともいう。
ゼンマイ動力を使って鋼輪（ホイール）を回転させ、これにハンマーに装着した火打ち石（燧石＝フリントや黄鉄鉱など）を打ち付け擦り付けることで火花を得て装薬に点火する方式。簡単に言えば、ジッポーのようなフリント式オイルライターの発火を動力式にした機構と思えば理解しやすい。
はっきりしたことは分からないが1510年ころにはそれに類する銃があったと推測される文献が存在する。またレオナルド・ダ・ヴィンチのメモの中にもこの構造図の着想が残されている。
銃の点火方式としては火縄銃（マッチロック式）の次世代として登場した歴史を持つ。マスケット銃や特に騎兵用短銃に実装されたが、構造が複雑であることから高価で、多くは上層階級の戦闘員が騎馬戦闘に用いるにとどまった。火縄銃の火種に関する欠点（火種の保存管理・光や匂いなどの対敵露見性）を克服するものとして一歩進んだものではあったが、高価のみならず構造上故障が多く、信頼性が低い等の理由で、次の世代のフリントロック式（燧発式）にとってかわられた。

## 仕組み
大まかな仕掛けはマッチロック式（火縄銃）とは完全に異なっている。
- 撃鉄がなく、アーム部分に発火用のフリント（燧石）が固定式に取り付けられている[1]。
- ゼンマイによる外部動力によって作用するため、最初に銃本体にあるゼンマイを巻く必要がある。
- ゼンマイを回すネジ＝キィ（鍵）は別部品であるので、紛失防止用に別途管理する必要がある。

発砲までの操作・動きは以下のとおりである。
- まず、銃本体のゼンマイが巻いてあるのを確認し、巻いてないのならネジを使って巻き上げる。
- 銃口から装薬と弾丸を詰める（火縄銃と同じ）。
- 燧石の取り付けられたアーム部位を上げ、鋼輪より離す。
- この状態で火皿（panまたはflash pan）に点火薬（伝火用の火薬）を入れる（火皿に点火薬を入れるのは火縄銃と同じ）[2]。安全のため、火皿に火蓋（pan cover）を被せて保護する。
- 燧石の取り付けられたアーム部位を下げ、鋼輪に当たるようにセットし、発射直前に火蓋を切る（開ける）。
- 引き金を引く。
- ゼンマイによって鋼輪が回転し、ヤスリ状の表面との摩擦によって燧石から火花が発生する。
- 火花によって火皿の点火薬に伝火され、さらに銃身に開けられた火門（touch hole）を通って銃身内の装薬が爆発する（火縄銃と同じ）[3]。
- 弾丸が発射される。

## 次世代
ホイールロックは高価ではあったが、上手く作動した場合は発生する火花の大きさから不発率は後のフリントロックよりも低く、金に糸目を付けない貴族層などの富裕階級にはフリントロック実用後も長年にわたって愛用された。貴族御用達ゆえ、現存する銃は彫金や装飾が施された物が多く、実用品よりも美術品と云った趣の銃が大半を占めている。またアックスガンのように斧や戦槌と言った白兵武器と合体した白兵戦用複合銃（コンビネーションガン）も多い。
ホイールロック次世代の燧石式はミクェレット式とスナップハンス式の二つの流れがあるが、基本的に大差はない。やがてフリントロック式として同じ形態のものになっていき、その形式は雷管によるパーカッションロック式の登場（19世紀初頭）まで主流として続くことになる。

## 日本でのホイールロック
鎖国によって直接日本にホイールロック式が伝わることはなかったが、久米栄左衛門通賢（江戸後期の讃岐国坂出の人）が鋼輪式点火法を考案している。中国兵書『武備志』に載る「地雷火」の点火法から着想を得たとしている。外観の一部こそ洋式に似ているが、構造上から通賢独自の発明とみられる（四国には通賢弟子作の鋼輪式銃がいくつか見られる）。
漫画『落第忍者乱太郎』では「歯輪銃」という名称で紹介されている。
ほかポルトガルからの輸入品の新式銃として登場し、それをめぐる戦いがくり広げられた。当作品の時代設定は戦国時代であるため、時代考証上、日本産ではない（前述しているように久米による日本産の開発は江戸後期である）。